# Adolf Dirr
Adolf Dirr (Augusta, 11 dicembre 1867 – Passavia, 9 aprile 1930) è stato un linguista, filologo ed etnologo tedesco.
Dirr fu a lungo attivo nel campo della caucasologia, operando a Tbilisi, in Georgia. Dal 1913 fu curatore dello Staatliches Museum für Völkerkunde di Monaco di Baviera. Nel corso della prima guerra mondiale fu assegnato alle truppe tedesche di stanza nel Caucaso e prestò servizio in Georgia sotto il generale Friedrich Freiherr Kress von Kressenstein.
I suoi studi sulle lingue caucasiche furono rivoluzionari.

## Kaukasische Märchen
La sua opera maggiore, nota come Kaukasische Märchen (Fiabe caucasiche) e inclusa in Die Märchen der Weltliteratur di Eugen Diederichs, Friedrich von der Leyen e Paul Zaunert, è la raccolta di traduzioni di poesie popolari in diverse lingue caucasiche, tra cui l'abcaso, la lingua agul, l'arcio, l'àvaro, la lingua dargva e il ceceno. In Kaukasische Märchen si trovano fiabe, favole, saghe dei Nart, leggende su Rostam, Salomone e Polifemo, racconti su Prometeo e altro.

## Opere
- Grammatica Udinskago jazyka, Tiflis, 1903.
- Grammatičeskij očerk tabassaranskago jazyka s tekstami, sbornikom tabassaranskich slov i russkim k nemu ukazatelem, Tiflis, 1905.
- Kaukasische Märchen, Jena, 1920, in E. Diederichs, F. Leyen e P. Zaunert, Die Märchen der Weltliteratur.
- Einführung in das Studium der kaukasischen Sprachen. Mit einer Sprachenkarte (Introduzione allo studio delle lingue caucasiche. Con una cartina linguistica), Asia Major, Leipzig, 1928.
- Kaukasusvölker. Georgische Gesänge (Popoli del Caucaso. Canti georgiani), in Gesänge russischer Kriegsgefangener (Canti dei prigionieri russi), vol. 3, sez. 1, 1928.